# Stepan Sosnovyj
Stepan Nikolajevic Sosnovyj (23. března 1896, Rizdwianka – 26. března 1961, Kyjev) byl ukrajinský sovětský agronom-ekonom, autor první komplexní statistické studie o hladomoru z let 1932–1933 na Ukrajině.

## Život
Stepan Sosnovyj se narodil v roce 1896 v rolnické rodině. On a jeho mladší bratr Timofej se stali sirotky, když mu bylo 9 let. Díky svým díky opatrovníkům mohl studovat agronomii na Charkovském zemědělském a lesnickém ústavu. V meziválečném období publikoval několik statistických dokumentů věnovaných převážně pronájmu pozemků v Ukrajinské SSR. Na počátku roku 1932 byl obviněn z „antimarxistických předsudků“ a „podněcování antimarxistického sentimentu“. Poté byl nucen napsat rezignační dopis.
V letech 1932–1936 pracoval jako agronom v Jakimovském okrese v Záporožské oblasti. Byl svědkem hladomoru a tvrdil, že se v té době tvořil protisovětský sentiment.
V září 1941 mu bylo nabídnuto zaměstnání v Moskvě, ale odmítl a zůstal v okupovaném Charkově se dvěma syny, nemocnou manželkou a tchyní. Koncem listopadu 1941 byl nezaměstnaný. 24. listopadu 1941 dostal práci v okresní radě pro správu půdy v Charkově, kde pracoval jako vedoucí ekonomického a statistického oddělení. V červenci 1943 navštívil Německo v rámci delegace agronomů z oblasti Charkova. Na začátku srpna 1943, během bojů o Charkov, se jeho žena přestěhovala do Kyjeva se syny Vladimirem (* 1926) a Alexandrem (* 1927). Odtud se společně přesunuli do oblasti Oděsy.
Od 13. září 1942 do 24. ledna 1943 bylo na stránkách týdeníku Nova Ukrajina zveřejněno pět článků S. Sosnového věnovaných analýze událostí souvisejících s kolektivizací a hladem v letech 1932–1933 na Ukrajině. V článcích autor analyzoval proces znárodnění zemědělského sektoru v Ukrajinské SSR a kritizoval politiku bolševiků na venkově. Poznamenal, že v důsledku snížení počtu hospodářských zvířat v letech kolektivizace byla rovněž odstraněna ekonomická nezávislost ukrajinského rolníka. Analýza úlohy Strojních a traktorových stanice ukázala, že vytvoření a zavedení těchto vazeb na Ukrajině ve skutečnosti vedlo k vytvoření státního zemědělského monopolu. Při srovnání statistik s jinými roky věřil, že Ukrajina má od roku 1932 dost obilí, aby mohla nakrmit obyvatelstvo a dokonce i hospodářská zvířata. Poznamenal, že plán nadměrné sklizně zrna byl pro rolníky zabijákem, protože k jeho realizaci bylo užito každé i „poslední zrno“. Pomocí sčítání lidu SSSR z roku 1926 a řady otevřených statistických a ekonomických sbírek z 30. let dvacátého století byl Sosnovyj prvním ukrajinským vědcem, který se pokusil zhruba spočítat počet obětí hladu.
V letech 1943–1944 byl některými okupačními novinami na Ukrajině zveřejněn článek S. Sosnového „Pravda o hladu v letech 1932–1933“.
Mladší bratr Timofej († 1983), člen OUN-M, emigroval do zahraničí, kde se začal věnovat výuce a přispěl k šíření výzkumu svého bratra. 2. a 5. února 1950 byla studie Stepana Sosnového vydána emigrantskými novinami „Ukrajinski visti“ („Ukrajinské zprávy“) v německém městě Neu-Ulm pro vysídlené osoby ukrajinského původu. Ve stejném roce se objevil článek S. Sosnového o hladomoru v letech 1932–1933 jako samostatná brožura a v roce 1953 se objevil v anglickém překladu v prvním svazku dokumentární sbírky „Černých skutků Kremlu“, spolu s dalšími důkazy o hromadném ničení ukrajinského rolnictva v letech 1928–1933.

## Poválečné období
Po válce neskrýval své jméno a příjmení, pracoval jako agronom a ekonom. 21. února 1950 byl zatčen zaměstnanci Ministerstva státní bezpečnosti Ukrajinské SSR, protože jeho bývalí spolupracovníci v Charkově svědčili proti němu. Odsouzen byl na 25 let v táborech nucené práce, s pětiletou ztrátou práv a úplnou konfiskací majetku. Šest let sloužil v táboře poblíž vlakového nádraží Šeksna v oblasti Vologda. Po propuštění získal invaliditu a usadil se ve vesnici Pavlovka, okres Arcyz, Oděsa. V té době zemřela jeho manželka Maria Derbek. V roce 1956, ve věku 62 let, se Sosnovyj podruhé oženil s Eufrosynou Poremskou. Brzy se manželé přestěhovali s jedním ze synů Štěpána Sosnového do Kyjeva. Usnesením Nejvyšší rady RSFSR ze dne 11. dubna 1958 byla ztráta práv proti němu zrušena a byl vymazán trestní rejstřík. Zemřel 26. března 1961 ve věku 66 let.

## Publikace
- Сосновий Степан. Нариси з техніки селянського рільництва. Харків., 1926;
- Сосновий, Степан. Оренда землі на Україні. — Харків.: Укрдержплан, 1926.
- Сосновый, Степан. Аренда земли на Украине в 1923—1926 гг.: (по материалам НК РКИ и ЦСУ) // На аграрном фронте. — 1927. — № 8/9. — С. 194—214.
- Сосновий С. «Що дали большевики українському селянству. Знищення худоби та засобів виробництва — основи селянської незалежності» Нова Україна, Вересень 13, 1942.
- Сосновий С. «Що дали большевики українському селянству. Організація голоду, як засобу тероризувати селянство та примусити його працювати в колхозах» Нова Україна, Вересень 20, 1942.
- Сосновий С. «Що дали большевики українському селянству. Організація голоду, як засобу тероризувати селянство та примусити його працювати в колхозах» Нова Україна, Вересень 27, 1942.
- Сосновий С. «Правда про голод на Україні в 1932—1933 роках». Нова Україна, Листопад 8, 1942.
- Сосновий С. «Що дали большевики українському селянству. Відрізки від садиб і зселення з хуторів». Нова Україна, Листопад 8, 1942.
- Сосновий С. «Що дали большевики українському селянству. Совєцькі МТС — знаряддя закріпачення селянства». Нова Україна, Листопад 29, 1942
- Сосновий С. «Що дали большевики українському селянству. Створення великого механізованого господарства та якою ціною воно відбулося». Нова Україна, Січень 24, 1943.
- Сосновий С. Правда про голод в Україні в 1932—1933 pp. Українські вісті, Лютий 2, 1950.
- Сосновий С. Правда про голод в Україні в 1932—1933 pp. Українські вісті, Лютий 5, 1950.
- Сосновий С. Правда про голод в Україні 1932—1933. — Новий Ульм, 1950.
- Sosnovy, S. «The Truth about the Famine» in Semen Pidhainy, ed., The Black Deeds of the Kremlin: A White Book, vol. 1 (Ukrainian Association of Victims of Russian Communist Terror: Toronto, 1953): 222–225.